# Alte Pleiße
Die Alte Pleiße (auch Kuhstrang oder Kuhstrangwasser) war neben der Rödel einer der natürlichen Mündungsarme der Pleiße im Leipziger Gewässerknoten.

## Geschichte
Bereits im 13. Jahrhundert wurde rechtsseitig von der Pleiße der Pleißemühlgraben abgezweigt. Da ein Großteil des Pleißewassers durch den Mühlgraben geleitet wurde, verlor der natürliche Lauf an Bedeutung und wurde erst Alte Pleiße und später Kuhstrang oder Kuhstrangwasser genannt, während der Mühlgraben als Pleiße bezeichnet wurde. In der zweiten Hälfte des 19. Jahrhunderts wurde die Alte Pleiße verfüllt und ihre Aue zunehmend bebaut und der Abschnitt vom Connewitzer Wehr bis zum Mühlgrabenabzweig zu Letzterem hinzugerechnet.

## Verlauf
Die Pleiße teilte sich ursprünglich im Bereich des heutigen Connewitzer Wehres in die Rödel und die Pleiße auf, welche weiter nordwärts bis zum Mühlgrabenabzweig südlich der heutigen Galopprennbahn Scheibenholz floss. Die nördliche Richtung in etwa beibehaltend verlief die Alte Pleiße anschließend durch die Bereiche des heutigen Musikerviertels, Johannaparkes und Bachviertels. Etwa einen Kilometer vor ihrer Mündung floss sie wenige hundert Meter nach Osten, um anschließend im Bereich des heutigen Johannaparkes wieder nach Nordwesten einzuschwenken. In der Nähe des heutigen Stadthafens südlich des Schreberbades mündete die Alte Pleiße schließlich nach etwa drei Kilometern Fließstrecke in die Weiße Elster (heute Elstermühlgraben genannt).